# Liste der Baudenkmale in Schwedt/Oder
In der Liste der Baudenkmale in Schwedt/Oder sind alle Baudenkmale der brandenburgischen Stadt Schwedt/Oder und ihrer Ortsteile aufgelistet. Grundlage ist die Veröffentlichung der Landesdenkmalliste mit dem Stand vom 31. Dezember 2021.

## Baudenkmale in den Ortsteilen
In den Spalten befinden sich folgende Informationen:
- ID-Nr.: Die Nummer wird vom Brandenburgischen Landesamt für Denkmalpflege vergeben. Ein Link hinter der Nummer führt zum Eintrag über das Denkmal in der Denkmaldatenbank. In dieser Spalte kann sich zusätzlich das Wort Wikidata befinden, der entsprechende Link führt zu Angaben zu diesem Denkmal bei Wikidata.
- Lage: die Adresse des Denkmales und die geographischen Koordinaten. Link zu einem Kartenansichtstool, um Koordinaten zu setzen. In der Kartenansicht sind Denkmale ohne Koordinaten mit einem roten beziehungsweise orangen Marker dargestellt und können in der Karte gesetzt werden. Denkmale ohne Bild sind mit einem blauen bzw. roten Marker gekennzeichnet, Denkmale mit Bild mit einem grünen beziehungsweise orangen Marker.
- Bezeichnung: Bezeichnung in den offiziellen Listen des Brandenburgischen Landesamtes für Denkmalpflege. Ein Link hinter der Bezeichnung führt zum Wikipedia-Artikel über das Denkmal.
- Beschreibung: die Beschreibung des Denkmales
- Bild: ein Bild des Denkmales und gegebenenfalls einen Link zu weiteren Fotos des Baudenkmals im Medienarchiv Wikimedia Commons

### Berkholz
| ID-Nr.   | Lage                 | Bezeichnung                                 | Beschreibung | Bild                                        |
| -------- | -------------------- | ------------------------------------------- | --- | ------------------------------------------- |
| 09130361 | Kirchstraße 6 (Lage) | Kirche                                      | Die einschiffige evangelische Backsteinkirche ist ein neugotischer Bau mit vorgesetztem quadratischen Turm an der Westseite. Sie wurde im Jahr 1887 nach dem Brand eines Vorgängerbaus neu errichtet. Ausstattung und Glocke stammen ebenfalls aus dieser Zeit. Erste Renovierung 1920, danach schleichender Verfall. Von 1996 an neuerliche Renovierungsmaßnahmen durch den Dorfgemeinschaftsverein. Die Weihe der renovierten Kirche fand am 10. Juni 2005 statt. | weitere Bilder                              |
| 09131319 | Hauptstraße (Lage)   | Denkmal für Gefallene des Ersten Weltkriegs | Erbaut wurde das Denkmal um 1920. Es befindet sich am nördlichen Rand des Angers, es ist umgeben von einer Grünanlage. Auf einem zweistufigen Podest befindet sich ein kubischer Sockel. Auf diesem steht ein Obelisk auf Kanonenkugeln. Die Inschrift ist verwittert und somit unleserlich. An der Rückseite befindet sich eine Mauer. | Denkmal für Gefallene des Ersten Weltkriegs |

### Briest
| ID-Nr.   | Lage                 | Bezeichnung | Beschreibung | Bild           |
| -------- | -------------------- | ----------- | --- | -------------- |
| 09130398 | Hauptstraße 1 (Lage) | Kirche      | Die evangelische Kirche stammt aus der zweiten Hälfte des 13. Jahrhunderts. Im Inneren ein Schnitzaltar aus der Zeit um 1500. Die Empore und die Orgel wurden 1876 erbaut. | weitere Bilder |

### Criewen
| ID-Nr.            | Lage                                                                           | Bezeichnung | Beschreibung | Bild                                                                                               |
| ----------------- | ------------------------------------------------------------------------------ | --- | --- | -------------------------------------------------------------------------------------------------- |
| 09130763          | ()                                                                             | Ausstattungsstücke aus den Kirchen in Flemsdorf und Schöneberg sowie des Zützener Gruftbaus | | ein Bild hochladen                                                                                 |
| 09130407 Wikidata | Am Speicher 1, 3, Bernd von Arnim Straße 28, Grüner Weg 3, Park 2, 3, 4 (Lage) | Gutsanlage bestehend aus Herrenhaus („Schloss“), Gutshof und Gärtnerei mit: Speicher, Pferdestall, Kutscherwohnhaus/Remise, Viehstall, Gärtnerwohnhaus, Gerätehaus, Wasserturm, Eiskeller, Samenhaus, Pumpenhaus mit Doppelkolbenpumpe, Umfassungsmauer sowie Gutspark | Das ehemalige Gutshaus entstand im Ursprung im Jahr 1746 wurde aber 1818 und 1910 umgebaut beziehungsweise erweitert. Der Park wurde 1822 von Lenné erstellt.                                                 | weitere Bilder                                                                                     |
| 09130406 Wikidata | Park 3a (Lage)                                                                 | Kirche | Die evangelische Kirche wurde im Jahre 1822 im Gutspark erbaut. Die Kirche geht auf einen Vorgängerbau aus dem 13. Jahrhundert zurück. Die Ausstattung im Inneren stammt aus dem Anfang des 18. Jahrhunderts. | weitere Bilder                                                                                     |
| 09130411          | Vorwerk 1 (Lage)                                                               | Vorwerk, bestehend aus Gutsverwalterhaus, Anbau Molkerei, Stallanlage mit Futterturm, Kornspeicher | | Vorwerk, bestehend aus Gutsverwalterhaus, Anbau Molkerei, Stallanlage mit Futterturm, Kornspeicher |

### Felchow
| ID-Nr.   | Lage                                                | Bezeichnung                                                     | Beschreibung | Bild                                                            |
| -------- | --------------------------------------------------- | --------------------------------------------------------------- | --- | --------------------------------------------------------------- |
| 09130421 | Schwedter Straße (Lage)                             | Viertelmeilensteine, vor Schwedter Straße 11                    | | BW                                                              |
| 09130419 | Pinnower Straße 37 (Lage)                           | Kirche                                                          | Die evangelische Kirche stammt aus der zweiten Hälfte des 13. Jahrhunderts. Das Retabel stammt aus dem Jahre 1595. | weitere Bilder                                                  |
| 09130420 | Schwedter Straße 20, 20a, Pinnower Straße 30 (Lage) | Gutsanlage mit Herrenhaus, Inspektorhaus, Speicher und Gutspark | | Gutsanlage mit Herrenhaus, Inspektorhaus, Speicher und Gutspark |

### Flemsdorf
| ID-Nr.   | Lage                     | Bezeichnung                                                               | Beschreibung | Bild                                                                      |
| -------- | ------------------------ | ------------------------------------------------------------------------- | --- | ------------------------------------------------------------------------- |
| 09130425 | Bundesstraße 2 (Lage)    | Meilenstein „XII Meilen bis Berlin“, bei km 383,1                         | | Meilenstein „XII Meilen bis Berlin“, bei km 383,1                         |
| 09130424 | Dorfstraße 20, 37 (Lage) | Gutsanlage, bestehend aus Pferdestall (zeitweise Verwalterhaus) Brennerei | | Gutsanlage, bestehend aus Pferdestall (zeitweise Verwalterhaus) Brennerei |
| 09130422 | Dorfstraße 46 (Lage)     | Kirche                                                                    | Die evangelische Kirche wurde in der zweiten Hälfte des 13. Jahrhunderts erbaut. Im Inneren befindet sich ein Kanzelaltar aus dem Jahr 1736. | weitere Bilder                                                            |

### Grünow
| ID-Nr.   | Lage                 | Bezeichnung                                                                                | Beschreibung | Bild                    |
| -------- | -------------------- | ------------------------------------------------------------------------------------------ | --- | ----------------------- |
| 09130486 | Dorfstraße (Lage)    | Kirche                                                                                     | Die Kirche wurde in der zweiten Hälfte des 13. Jahrhunderts erbaut. Es ist ein Feldsteinbau mit einem eingezogenen Chor mit Turm und einer Apsis. | weitere Bilder          |
| 09130487 | Dorfstraße 17 (Lage) | Herrenhaus und Gutspark                                                                    | | Herrenhaus und Gutspark |
|          | Dorfstraße 28 (Lage) | Hofanlage mit Wohnhaus, Stallgebäude, Scheune, Wasch- und Futterküche sowie Hofpflasterung | | BW                      |

### Heinersdorf
| ID-Nr.            | Lage                   | Bezeichnung | Beschreibung | Bild           |
| ----------------- | ---------------------- | ----------- | --- | -------------- |
| 09130662 Wikidata | Lange Straße 45 (Lage) | Kirche      | Die Kirche wurde in der zweiten Hälfte des 13. Jahrhunderts erbaut. Es ist ein Saalbau mit einem eingezogenen, rechteckigen Chor und einem Westturm, der Turm hat Schiffsbreite. Im Inneren befindet sich ein Triumphbogen, die weitere Ausstattung ist im Wesentlichen barock geprägt. | weitere Bilder |
| 09130663          | Lange Straße 62 (Lage) | Pfarrhaus   | | Pfarrhaus      |

### Hohenfelde
| ID-Nr.   | Lage                   | Bezeichnung                         | Beschreibung | Bild           |
| -------- | ---------------------- | ----------------------------------- | --- | -------------- |
| 09130510 | Dorfstraße 3a (Lage)   | Kirche                              | Die evangelische Kirche wurde 1851 erbaut. Es ist ein Saalbau mit einem Westturm. Der Turm wird mit einem geschweiften Pyramidendach abgeschlossen. Die Innenausstattung ist aus der Bauzeit. | weitere Bilder |
| 09130511 | Moritzstraße 21 (Lage) | Schule mit Lehrerwohnung (Wohnhaus) | | BW             |

### Hohenlandin
| ID-Nr.   | Lage                    | Bezeichnung                                                          | Beschreibung | Bild           |
| -------- | ----------------------- | -------------------------------------------------------------------- | --- | -------------- |
| 09130537 | Schlossstraße 7a (Lage) | Gutsanlage, bestehend aus Gutshaus (Ruine), Gutspark, Wirtschaftshof | Das ehemalige Schloss wurde 1861 im Tudorstil errichtet. Im Westen des Schlosses befindet sich der im Jahre 1822 von Lenné entworfene Park. | weitere Bilder |
| 09130836 | Schlossstraße 14 (Lage) | Dorfschule                                                           | | Dorfschule     |
| 09130535 | Schlossstraße 12 (Lage) | Kirche                                                               | Die evangelische Kirche stammt aus der zweiten Hälfte des 13. Jahrhunderts. Die Ausstattung im Inneren ist neugotisch.                      | weitere Bilder |

### Jamikow
| ID-Nr.   | Lage                           | Bezeichnung | Beschreibung | Bild           |
| -------- | ------------------------------ | ----------- | --- | -------------- |
| 09130518 | Gutshof 1–2 (Lage)             | Gutshaus    | Das Gutshaus wurde Ende des 18. Jahrhunderts erbaut. Es ist ein eingeschossiges Haus mit dreizehn Achsen und einem Mansard-Krüppelwalmdach. Über den mittleren drei Achsen befindet sich ein Zwerchhaus, dieses wurde später hinzugefügt. Ansonsten ist die Fassade mit Lisenen betont. Auf dem Dach befinden sich rechts und links des Zwerchhauses je drei Dachhäuser. Genutzt wurde das Haus als Wohnhaus, nach dem Zweiten Weltkrieg auch als Gemeindeverwaltung. | Gutshaus       |
| 09130517 | Jamikower Dorfstraße 17 (Lage) | Kirche      | Die evangelische Kirche wurde im 13. Jahrhundert erbaut. In der zweiten Hälfte des 18. Jahrhunderts wurde der Turm hinzugefügt. Die Ausstattung im Inneren stammt aus der zweiten Hälfte des 19. Jahrhunderts. | weitere Bilder |

### Kummerow
| ID-Nr.            | Lage   | Bezeichnung | Beschreibung | Bild           |
| ----------------- | ------ | ----------- | --- | -------------- |
| 09130533 Wikidata | (Lage) | Kirche      | Die evangelische Kirche wurde am Ende des 13. Jahrhunderts erbaut. Es ist ein Saalbau ohne Turm aus einem Feldstein gemauert. Die Vorhalle im Süden der Kirche wurde später hinzugefügt. Die Innenausstattung wurde 1963 renoviert. Die Orgelempore stammt aus der zweiten Hälfte des 19. Jahrhunderts. Der Kanzelkorb wurde in der ersten Hälfte des 17. Jahrhunderts errichtet. Der Taufstein stammt möglicherweise aus dem 14. Jahrhundert. | weitere Bilder |

### Kunow
| ID-Nr.            | Lage                         | Bezeichnung                          | Beschreibung | Bild                                 |
| ----------------- | ---------------------------- | ------------------------------------ | --- | ------------------------------------ |
| 09130659 Wikidata | Kunower Dorfstraße 36 (Lage) | Kirche                               | Die evangelische Kirche wurde in der zweiten Hälfte des 13. Jahrhunderts erbaut. Es ist ein Saalbau aus Feldstein und einem Satteldach. Der Turm hat Schiffsbreite, der Turmaufbau besteht aus Fachwerk mit einem verbretterten Aufsatz und einem Spitzhelm. Der Turm wurde von 1837 bis 1738 hinzugefügt. Die Ausstattung im Inneren stammt im Wesentlichen aus dem 18. Jahrhundert. So stammt der Altaraufsatz aus dem Jahr 1719, die Kanzel aus dem Jahr 1712. Der Altaraufsatz, die Kanzel und der Taufengel stammen von dem Tischler Chr. Wiese. | weitere Bilder                       |
| 09130660          | Speicherweg 2 (Lage)         | Stall und Speicher der Gutsanlage    | Bis 2022 waren außerdem noch Gutsverwalterhaus und Gutspark denkmalgeschützt. | Stall und Speicher der Gutsanlage    |
| 09130661          | Landstraße (Lage)            | Doppelstubenhaus mit Schwarzer Küche | | Doppelstubenhaus mit Schwarzer Küche |

### Niederlandin
| ID-Nr.   | Lage                     | Bezeichnung | Beschreibung | Bild |
| -------- | ------------------------ | --- | --- | --- |
| 09130539 | Am Hof 1 (Lage)          | Reste der Schlossanlage (Treppenturm, Kellergewölbe)                                                              | Von dem ehemaligen Gut Niederlandin sind nur noch Reste vorhanden. Wahrscheinlich geht das Gut auf das frühe 16. Jahrhundert zurück. Für 1767/1787 ist ein Herrenhaus belegt, der Treppenturm ist noch erhalten. Das sogenannte „Neue Schloss“ wurde wohl im 17. Jahrhundert errichtet und um 1860/1870 wesentlich erweitert. Zum Ende des Zweiten Weltkrieges brannte das Herrenhaus ab.                                                          | Reste der Schlossanlage (Treppenturm, Kellergewölbe)                                                     |
| 09132088 | Bahnhofstraße 10a (Lage) | Bahnstation Niederlandin mit Dienst- und Wohngebäude sowie Nebengebäude, Bahnstrecke Angermünde-Schwedt bei km 13 | Der Bahnhof wurde 1873 eröffnet. Er liegt südöstlich des Dorfes. Mitte der 1990er Jahre wurde die Station geschlossen. Empfangsgebäude und Nebengebäude sind erhalten geblieben und stehen leer. Ebenfalls denkmalgeschützt ist ein Eisenbahnerwohnhaus auf der anderen Gleisseite. | weitere Bilder                                                                                           |
| 09131252 | Hauptstraße 1 (Lage)     | Hofanlage, bestehend aus Wohnhaus, drei Wirtschaftsgebäuden und Grundstückseinfriedung mit Toreinfahrten          | Die Hofanlage befindet sich an der Ecke der Bahnhofstraße und ist somit prägend für das Dorfbild. Entstanden ist der Hof, ein ehemaliger Vierseithof, im 2. Drittel des 19. Jahrhunderts. Das Wohnhaus ist ein eingeschossiger Bau mit einem Krüppelwalmdach. Umgebaut wurde das Haus um 1900. Westlich befindet sich ein Pferde- und Rinderstall. Südlich davon steht ein Schweinestall. Teile der Grundstückseinfriedung sit erhalten geblieben. | Hofanlage, bestehend aus Wohnhaus, drei Wirtschaftsgebäuden und Grundstückseinfriedung mit Toreinfahrten |
| 09130542 | Hauptstraße 11 (Lage)    | Hofanlage, bestehend aus Wohnhaus, Stallgebäude und Einfriedung                                                   | Der ehemalige Dreiseithof wurde 1860/1870 errichtet. Er besteht aus Wohnhaus, Scheune und Stall. Das Wohnhaus ist ein eingeschossiges, giebelständiges Wohnhaus mit einem Satteldach. Die Giebelseite ist umfangreich durch Pilaster und Rehmungen gegliedert. Auf dem Hof befindet sich noch alte Kopfsteinpflasterung. | Hofanlage, bestehend aus Wohnhaus, Stallgebäude und Einfriedung                                          |
| 09130538 | Hauptstraße 27 (Lage)    | Kirche | | weitere Bilder                                                                                           |

### Passow
| ID-Nr.   | Lage                       | Bezeichnung    | Beschreibung | Bild           |
| -------- | -------------------------- | -------------- | --- | -------------- |
| 09130246 | Am Bahnhof 1 (Lage)        | Bahnhof        | Der Bahnhof wurde 1843 eröffnet. In seinen ersten Betriebsjahren war er ein wichtiger Knotenpunkt für den Verkehr nach Prenzlau und nach Vorpommern. Das Empfangsgebäude stammt aus jener Zeit und wird nicht mehr genutzt (Stand 2021). | weitere Bilder |
| 09130101 | Schwedter Straße 19 (Lage) | Mittelflurhaus | | Mittelflurhaus |
| 09130578 | Schwedter Straße 47 (Lage) | Kirche         | Die evangelische Kirche stammt aus der zweiten Hälfte des 13. Jahrhunderts. Im Inneren ein Altar aus der Zeit Anfang des 16. Jahrhunderts.                                                                                               | weitere Bilder |

### Schöneberg
| ID-Nr.   | Lage                    | Bezeichnung                                                                         | Beschreibung | Bild           |
| -------- | ----------------------- | ----------------------------------------------------------------------------------- | --- | -------------- |
| 09130618 | Felchower Straße (Lage) | Kirche                                                                              | Die ehemalige Dorfkirche wurde im 13. Jahrhundert erbaut. Im Jahre 1469 wurde die Kirche zerstört, seit 1729 war das Gebäude ein Speicher. Seit Beginn des 21. Jh. dient sie als Heimatmuseum. Ausstattungsstücke der Kirche befinden sich in Criewen (Schwedt/Oder) und Crussow (Angermünde). | weitere Bilder |
| 09132056 | Kanalstraße 14 (Lage)   | Schöpfwerk Alt Galow: Wohnhaus und zwei Betriebsgebäude mit technischer Ausstattung | | BW             |

### Schönermark
| ID-Nr.   | Lage                          | Bezeichnung          | Beschreibung | Bild                 |
| -------- | ----------------------------- | -------------------- | --- | -------------------- |
| 09130621 | Kirchgasse 1 (Lage)           | Kirche               | Die evangelische Kirche wurde in der zweiten Hälfte des 13. Jahrhunderts erbaut. Es ist ein rechteckiger Feldsteinbau mit einem Dachturm mit Pyramidendach. Im Inneren befindet sich ein Kanzelaltar aus der Zeit vor 1740. Die Orgel wurde 1876 eingebaut. An der Südostecke befindet sich ein Schachbrettstein. | weitere Bilder       |
| 09130625 | Am Dorfanger 17 (Lage)        | Gasthaus „Zur Linde“ | Das ehemalige Gasthaus wurde im zweiten Drittel des 19. Jahrhunderts erbaut. Es ist ein traufständiger Bau mit sechs Achsen und einem Satteldach. Zum Hof hin befindet sich ein Saalbau, dieser wurde 1912 erbaut. Heute wird das Gebäude von der Freiwilligen Feuerwehr genutzt. | Gasthaus „Zur Linde“ |
| 09130624 | Am Dorfanger 48 (Lage)        | Schule               | Das Schul- und Küsterhaus wurde 1827 als einklassige Dorfschule erbaut. Eine Wohnung für den Lehrer war in dem Gebäude vorhanden. Es ist ein sechsachsiges Wohnhaus, allerdings wurde die sechste Achse erst 1926/1927 hinzugefügt. Der ursprüngliche Bau ist ein Fachwerkhaus mit einem Sockel aus Feldstein und einem Satteldach. Bis 1953 wurde das Gebäude als Schule genutzt, danach war es ein Wohnhaus. Nach 1987 wurde es zum Heimatmuseum umgebaut. | Schule               |
| 09132034 | Am Dorfanger 49 (Lage)        | Pfarrhaus            | | BW                   |
| 09130623 | Biesenbrower Straße 15 (Lage) | Doppelstubenhaus     | Die Hofanlage wurde ab 1840 erbaut. Das Wohnhaus ist ein eingeschossiges, traufständiges Wohnhaus mit einem Satteldach. Die Straßenseite hat sechs Achsen, im Dach befindet sich eine breite Fledermausgaube, diese wurde allerdings erst 2012 eingebaut. | BW                   |

### Schönow
| ID-Nr.            | Lage                            | Bezeichnung | Beschreibung | Bild           |
| ----------------- | ------------------------------- | --- | --- | -------------- |
| 09130629 Wikidata | (Lage)                          | Kirche | Die evangelische Kirche stammt aus der zweiten Hälfte des 13. Jahrhunderts, Ende des 19. Jahrhunderts wurde die Kirche umgebaut. Die Ausstattung im Inneren ist im neugotischen Stil gehalten.         | weitere Bilder |
| 09130630          | Am Schlosspark 1, 15, 19 (Lage) | Gutsanlage mit altem Herrenhaus, Brennerei (Wohn- und Verwalterhaus), neuem Herrenhaus (Schloss), Park mit Gartenmauer und Einfriedung | Das Gutshaus ist ein Haus im neugotischen Stil, wahrscheinlich in der Zeit um 1830 bis 1840 erbaut worden. Die Lage der Brennerei: Lage Brennerei. Die Lage des Alten Gutshauses: Lage Altes Gutshaus. | weitere Bilder |

### Schwedt/Oder
| ID-Nr.            | Lage                                         | Bezeichnung | Beschreibung | Bild |
| ----------------- | -------------------------------------------- | --- | --- | --- |
| 09130637          | (Lage)                                       | Teile der Stadtmauer | Die Stadtmauer liegt parallel an der westlichen Seite der Louis-Harlan-Straße. | Teile der Stadtmauer |
| 09130642          | (Lage)                                       | Bahnhof Schwedt mit Güterboden, Lokomotivschuppen, Wasserturm, Wasserkran | | Bahnhof Schwedt mit Güterboden, Lokomotivschuppen, Wasserturm, Wasserkran |
| 09130638          | (Lage)                                       | Sonnenuhr und Kopien von sieben Barockskulpturen, im Schlossgarten | Die sieben Skulpturen sind Kopien und wurden ursprünglich von Carl Philipp Glume erstellt. Die Kopien hat Bildhauergemeinschaft Elbenaturstein Dresden in den Jahren von 1974 bis 1978 erstellt.                                      | weitere Bilder |
| 09130646          | Auguststraße 2 (Lage)                        | Wohnhaus | | Wohnhaus |
| 09132067          | Berliner Straße (Lage)                       | Gedenkstein für König Gustav II. Adolf (Schweden) | | BW |
| 09130640          | Berliner Straße (Lage)                       | Park Heinrichslust | Der Park wurde um 1777 vom letzten Schwedter Markgrafen Friedrich Heinrich angelegt. Im Park befindet sich ein Gedenkstein für König Gustav Adolf von Wasa, der im 30-jährigen Krieg hier ein Feldlager aufgeschlagen hatte.          | Park Heinrichslust |
| 09130641          | Berliner Straße 11 (Lage)                    | Wohnhaus mit Hofbebauung | | Wohnhaus mit Hofbebauung |
| 09130641          | Berliner Straße 46 (Lage)                    | Kulturhaus Schwedt/Oder (Uckermärkische Bühnen Schwedt) | | weitere Bilder |
| 09131229          | Breite Allee 31, 33, 35 (Lage)               | Disziplinareinheit des ehem. NVA-Militärgefängnisses Schwedt, bestehend aus dem Unterkunfts-, Schulungs- und Zellenbau, Hauptwache (Baukörper) und Stabsgebäude (Baukörper) mit Resten der straßenseitigen Einfriedung | Rechts die Disziplinareinheit und links Eingangsbereich mit Wachturm. An dieser Stelle nicht mehr vorhanden, die Eingangsschleuse mit 3,5 m hohen Stahltoren.                                                                         | Disziplinareinheit des ehem. NVA-Militärgefängnisses Schwedt, bestehend aus dem Unterkunfts-, Schulungs- und Zellenbau, Hauptwache (Baukörper) und Stabsgebäude (Baukörper) mit Resten der straßenseitigen Einfriedung |
| 09131288          | Breite Allee 53 (Lage)                       | Wachturm des ehem. Militärgefängnisses Schwedt | | BW |
| 09130648          | Dr.-Theodor-Neubauer-Straße 12 (Lage)        | Zigarettenfabrik „Dieterle“ | | Zigarettenfabrik „Dieterle“ |
| 09130649          | Gerberstraße 2 (Lage)                        | Tabakspeicher der Uckermärkischen Tabakverwertungsgenossenschaft | | Tabakspeicher der Uckermärkischen Tabakverwertungsgenossenschaft |
| 09130650 Wikidata | Heinersdorfer Damm 1 (Lage)                  | Wasserwerk Schwedt mit Wasserturm, Brunnenhaus, Enteisenungsanlage, Pumpenstation | | weitere Bilder |
| 09130643 Wikidata | Helbigstraße 16a (Lage)                      | Jüdischer Friedhof und Friedhofsgebäude | Jüdischer Friedhof | weitere Bilder |
| 09130651          | Jüdenstraße 17 (Lage)                        | Wohnhaus | | Wohnhaus |
| 09132085          | Lindenallee/Berliner Straße ()               | Viertelmeilenstein | | ein Bild hochladen |
| 09130636 Wikidata | Lindenallee 28 (Lage)                        | Französisch-Reformierte Kirche | 1776–1779 als Kirche der Französisch-Reformierten Gemeinde und Begräbnisstätte der Markgrafen von Brandenburg-Schwedt nach dem Entwurf von Georg Wilhelm Berlischky (1741–1805) errichtet, 1980–1984 zur Konzerthalle umgebaut.       | weitere Bilder |
| 09131001          | Lindenallee 32 (Lage)                        | Bürgerhospital | | Bürgerhospital |
| 09130103          | Lindenallee 34 (Lage)                        | Städtische Gasanstalt, bestehend aus Wohn- und Verwaltungsgebäude, Nebengebäude (später Warmbadeanstalt) | | Städtische Gasanstalt, bestehend aus Wohn- und Verwaltungsgebäude, Nebengebäude (später Warmbadeanstalt) |
| 09130653          | Lindenallee 36 (Lage)                        | Speicher der Tabakhandelsfirma Ermeler (Ermelerspeicher) | Backsteinbau Anfang des 19. Jahrhunderts als Tabakspeicher für die ehemalige Tabakhandelsfirma Ermeler errichtet | Speicher der Tabakhandelsfirma Ermeler (Ermelerspeicher) |
| 09130635 Wikidata | Louis-Harlan-Straße (Lage)                   | Katholische Kirche St. Mariä Himmelfahrt | Die katholische Kirche wurde von 1895 bis 1898 nach Plänen von Max Hasak erbaut. Es ist ein neugotischer Bau aus Backstein und einem Westturm. Im Inneren eine Schnitzfigur der Anna Selbritt aus der Zeit Ende des 15. Jahrhunderts. | weitere Bilder |
| 09130654          | Louis-Harlan-Straße 1, Gartenstraße 8 (Lage) | Tempeldienerhaus und Ritualbad (Mikwe) der Jüdischen Gemeinde Schwedt/Oder | | weitere Bilder |
| 09130639          | Monplaisir 1-3 (Lage)                        | Park Monplaisir mit Lustschlösschen, Gärtnerwohnhaus und Wirtschaftsgebäude | | weitere Bilder |
| 09130645          | Neuer Friedhof 1 (Lage)                      | Grabmale Dr. Picht, Reinhard, Heisler und Seehls, auf dem Friedhof | | Grabmale Dr. Picht, Reinhard, Heisler und Seehls, auf dem Friedhof |
| 09130644          | Neuer Friedhof 1 (Lage)                      | Sowjetischer Ehrenfriedhof | | Sowjetischer Ehrenfriedhof |
| 09130655          | Paul-Meyer-Straße 8 (Lage)                   | Amtsgericht | Neogotischer Ziegelbau mit Schaugiebel, Ende des 19. Jahrhunderts errichtet | weitere Bilder |
| 09130634 Wikidata | Paul-Meyer-Straße 35 (Lage)                  | Stadtkirche St. Katharinen | Feldsteinkirche aus dem späten 13. Jahrhundert, im 17. Jahrhundert umgebaut, nach dem Brand von 1887 erweitert und ausgebaut | weitere Bilder |
| 09130656          | Vierradener Straße 44 (Lage)                 | Stadtmühle | Backsteinbau im neogotischen Stil, Ende des 19. Jahrhunderts errichtet, ehemals als Stadtmühle, Reisstärke- und Seifenfabrik genutzt                                                                                                  | weitere Bilder |
| 09130657          | Vierradener Straße 45 (Lage)                 | Wohnhaus | | Wohnhaus |

### Stendell
| ID-Nr.            | Lage                      | Bezeichnung                                     | Beschreibung | Bild                                            |
| ----------------- | ------------------------- | ----------------------------------------------- | ------------ | ----------------------------------------------- |
| 09130211          | Hauptstraße 2 (Lage)      | Brandenburgisch-Pommersches Zollhaus (Wohnhaus) |              | Brandenburgisch-Pommersches Zollhaus (Wohnhaus) |
| 09130673 Wikidata | Stendeller Ring 10 (Lage) | Kirche                                          |              | weitere Bilder                                  |

### Vierraden
| ID-Nr.            | Lage                           | Bezeichnung                                                                                                  | Beschreibung | Bild |
| ----------------- | ------------------------------ | --- | --- | --- |
| 09130714 Wikidata | (Lage)                         | Burgruinenanlage mit Keller und Mauerresten, einschließlich der Umfassungsmauer und der Turmruine            | Die Burg wurde 1250 erbaut. Sie war eine Grenzfeste gegen Brandenburg. Seit dem 17. Jahrhundert zerfällt die Burg. | weitere Bilder                                                                                               |
| 09130716          | (Lage)                         | Jüdischer Friedhof                                                                                           | | weitere Bilder                                                                                               |
| 09130717 Wikidata | Am Markt 4 (Lage)              | Rathaus | | weitere Bilder                                                                                               |
| 09130718          | Breite Straße 8 (Lage)         | Geschäftshaus                                                                                                | | Geschäftshaus                                                                                                |
| 09130719          | Breite Straße 9 (Lage)         | Wohnhaus mit Stall und Tabakscheune                                                                          | | Wohnhaus mit Stall und Tabakscheune                                                                          |
| 09130720          | Breite Straße 10/11 (Lage)     | Wohnhaus mit Wirtschaftsgebäuden                                                                             | | Wohnhaus mit Wirtschaftsgebäuden                                                                             |
| 09130721          | Breite Straße 12 (Lage)        | Fassade des Wohnhauses und Standuhr                                                                          | | Fassade des Wohnhauses und Standuhr                                                                          |
| 09130919          | Breite Straße 14 (Lage)        | Tabakscheune (Tabakmuseum)                                                                                   | | Tabakscheune (Tabakmuseum)                                                                                   |
| 09130889          | Breite Straße 16 (Lage)        | Wohnhaus mit zwei Hofgebäuden, Speicher und Hofpflasterung                                                   | | Wohnhaus mit zwei Hofgebäuden, Speicher und Hofpflasterung                                                   |
| 09131226          | Brückstraße 3 (Lage)           | Tabakscheune und Hofpflasterung                                                                              | | Tabakscheune und Hofpflasterung                                                                              |
| 09130715 Wikidata | Kirchstraße (Lage)             | Kreuzkirche                                                                                                  | | weitere Bilder                                                                                               |
| 09130722          | Schwedter Straße 19, 20 (Lage) | Rohtabakfabrik, bestehend aus Tabakspeicher, Villa, Arbeiterwohnhaus                                         | Der Tababakspeicher ist ein viergeschossiger Bau aus der zweiten Hälfte des 19. Jahrhunderts.                      | Rohtabakfabrik, bestehend aus Tabakspeicher, Villa, Arbeiterwohnhaus                                         |
| 09130229          | Schwedter Straße 25 (Lage)     | Hofanlage, bestehend aus Wohnhaus und mehreren Wirtschaftsgebäuden einschließlich Gartenmauer und Gerätehaus | | Hofanlage, bestehend aus Wohnhaus und mehreren Wirtschaftsgebäuden einschließlich Gartenmauer und Gerätehaus |

### Wendemark
| ID-Nr.   | Lage                  | Bezeichnung    | Beschreibung | Bild          |
| -------- | --------------------- | -------------- | --- | ------------- |
| 09130241 | Lindenallee 8 (Lage)  | Wohnstallhaus  | Das Siedlerhaus ist ein zweigeschossiges, giebelständiges Haus mit einem flachen Satteldach. Es steht einzeln südlich von Wendemark. Erbaut wurde das Haus im Jahr 1932 von der Siedlungsgesellschaft „Eigen Scholle GmbH“ in Frankfurt/Oder. Es ist ein Typenhaus und war für eine mittlere Siedlerstelle gedacht. Das Haus ist im Erdgeschoss verputzt, im ersten Stock verbrettert. Im Erdgeschoss befinden sich an den Ecken Fenster, diese sind durch rote Klinker markiert. Im Erdgeschoss befinden sich neben dem Stall auch Küche, Futterküche und Stuben, im Obergeschoss neben Schlafräumen auch ein Speicherboden. | Wohnstallhaus |
| 09132112 | Lindenallee 24 (Lage) | Wohn-Stallhaus | Das Haus entstand ebenfalls 1932 als Typenbau der Siedlungsgesellschaft „Eigen Scholle GmbH“ | BW            |

### Zützen
| ID-Nr.            | Lage                                                | Bezeichnung | Beschreibung | Bild |
| ----------------- | --------------------------------------------------- | --- | --- | --- |
| 09131334          | (Lage)                                              | Landgrabenbrücke über die Hohensaaten-Friedrichsthaler Wasserstraße | Die Brücke wurde wahrscheinlich um 1920 erbaut. Es ist eine Stahlbrücke über die Hohensaaten-Friedrichsthaler Wasserstraße. | Landgrabenbrücke über die Hohensaaten-Friedrichsthaler Wasserstraße |
| 09130008 Wikidata | (Lage)                                              | Dorfkirche Zützen und Kirchhof mit Gruftbau | Die evangelische Kirche stammt aus der zweiten Hälfte des 13. Jahrhunderts. Im Inneren eine Kanzel aus der Zeit Anfang des 18. Jahrhunderts.                                                                                                 | weitere Bilder |
| 09130766          | B 2 (Lage)                                          | Viertelmeilenstein, bei km 388 | Der Viertelmeilenstein wurde 1828 aufgestellt. | BW |
| 09130765          | Zützener Dorfstraße 13, 22, Criewener Straße (Lage) | Gutsanlage, bestehend aus Herrenhaus, Inspektorhaus, Gutspark, Pferdestall mit Kornboden, Stall mit Speicherboden (Schmiede), Futterkeller (gegenüber Criewener Straße 35) | Die Gutsanlage befindet sich südlich des Dorfkernes von Zützen. Die gesamten Bauten stammen alle aus dem 19. und frühen 20. Jahrhundert. Nach 1945 hat es Veränderungen der Anlage gegeben. Diese hat die Wirkung der Anlage beeinträchtigt. | Gutsanlage, bestehend aus Herrenhaus, Inspektorhaus, Gutspark, Pferdestall mit Kornboden, Stall mit Speicherboden (Schmiede), Futterkeller (gegenüber Criewener Straße 35) |

## Ehemalige Baudenkmale
| ID-Nr. | Lage                                     | Bezeichnung             | Beschreibung                                                                                      | Bild |
| ------ | ---------------------------------------- | ----------------------- | ------------------------------------------------------------------------------------------------- | --- |
|        | Criewen Bernd-von-Arnim-Straße 12 (Lage) | Doppelstubenhaus        |                                                                                                   | [[Vorlage:Bilderwunsch/code!/C:53.013983,14.226355!/D:Criewen Bernd-von-Arnim-Straße 12, Doppelstubenhaus!/\|BW]] |
|        | Heinersdorf Ottenhäuser Straße 13 (Lage) | Wohnhaus                |                                                                                                   | Wohnhaus |
|        | Niederlandin Hauptstraße 6 (Lage)        | Wohnhaus mit Stallanbau |                                                                                                   | [[Vorlage:Bilderwunsch/code!/C:53.079124,14.142638!/D:Niederlandin Hauptstraße 6, Wohnhaus mit Stallanbau!/\|BW]] |
|        | Niederlandin Hauptstraße 3 (Lage)        | Giebeleingangshaus      |                                                                                                   | [[Vorlage:Bilderwunsch/code!/C:53.07829,14.1428!/D:Niederlandin Hauptstraße 3, Giebeleingangshaus!/\|BW]]         |
|        | Schöneberg ()                            | Radarmessturm           |                                                                                                   | ein Bild hochladen                                                                                                |
|        | Vierraden Am Turm 1 (Lage)               | Mühle                   | Die alte Ortsbezeichnung war „Gartzer Straße 1“. Das Gebäude wurde aus der Denkmalliste entfernt. | Mühle |